# Club de Fútbol Laguna
Il Club de Fútbol Laguna era una squadra di calcio messicana che aveva sede a Torreón nello stato del Coahuila.
I colori sociali della società erano il bianco-verde.

## Storia
Il Club de Fútbol Laguna venne fondato nel 1953 e in quel anno venne iscritta nella Liga de Ascenso de México.
Rimase in quella categoria fino al 1968 anno in cui ottenne la promozione nella massima serie messicana.
Nel 1978 il club trasferì la propria sede a Città del Messico, cambiando il nome in Club Deportivo Coyotes Neza.

## Statistiche nel campionato messicano
- Partite giocate:381
- Partite vinte:103
- Pareggiate:120
- Partite perse:159